# Cydosia nobilis
Cydosia nobilis là một loài bướm đêm trong họ Erebidae.